# 南坞杨氏宗祠
南坞杨氏宗祠位于浙江省衢州市江山市凤林镇南坞村，分内外祠堂两座。内祠堂位于村落中心，约建于明末清初，前后三进，不设厢房。外祠堂位于村口，建造时间略晚于前者，同样为前后三进，但增设两侧厢房。建筑风格具有江山特色，宗祠外还各有一处古井。2005年3月16日，列入浙江省文物保护单位；2013年5月，列入第七批全国重点文物保护单位。